# Kriegsgräberstätte Gravelotte

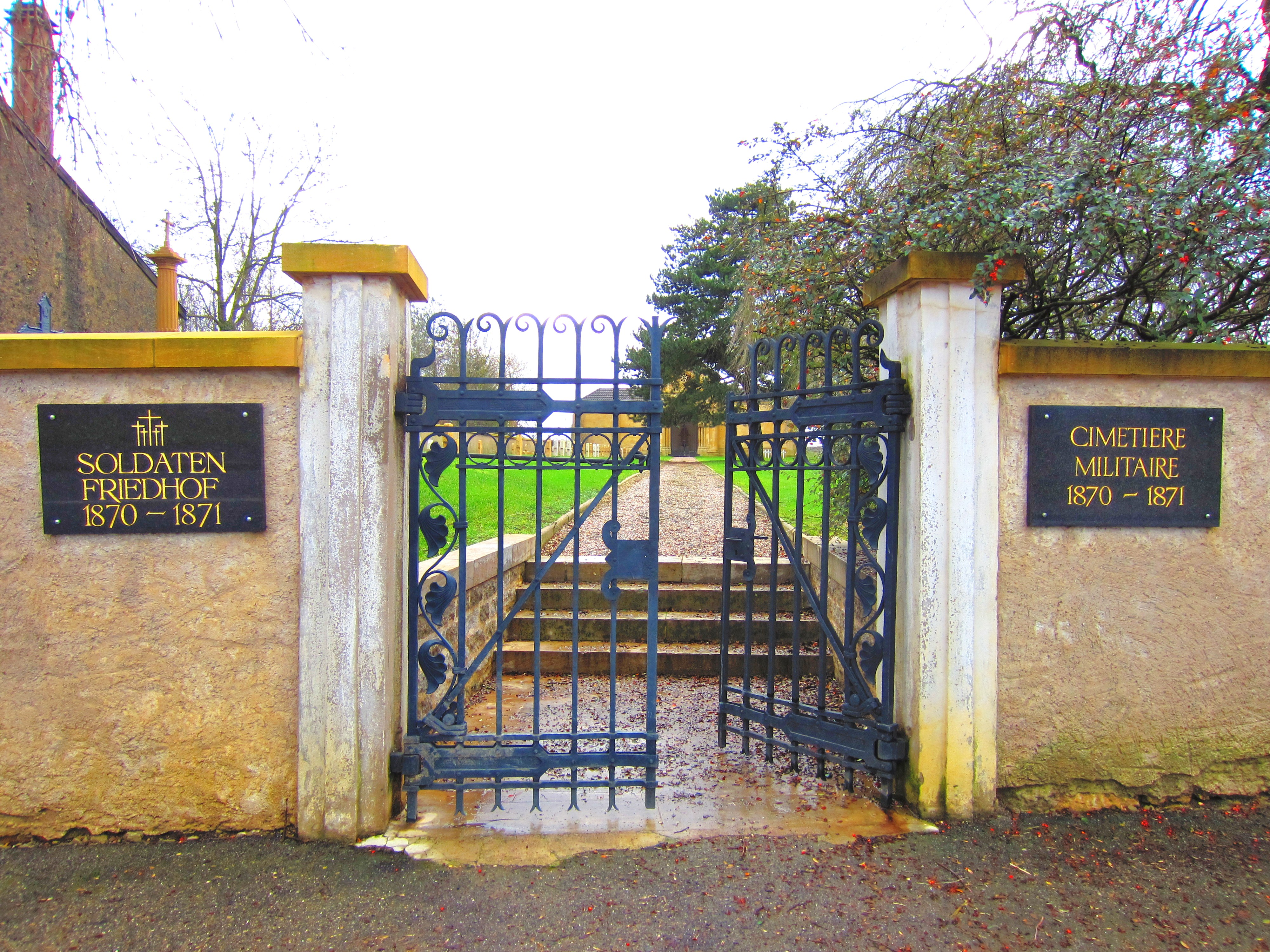
Eingang zur Kriegsgräberstätte Gravelotte

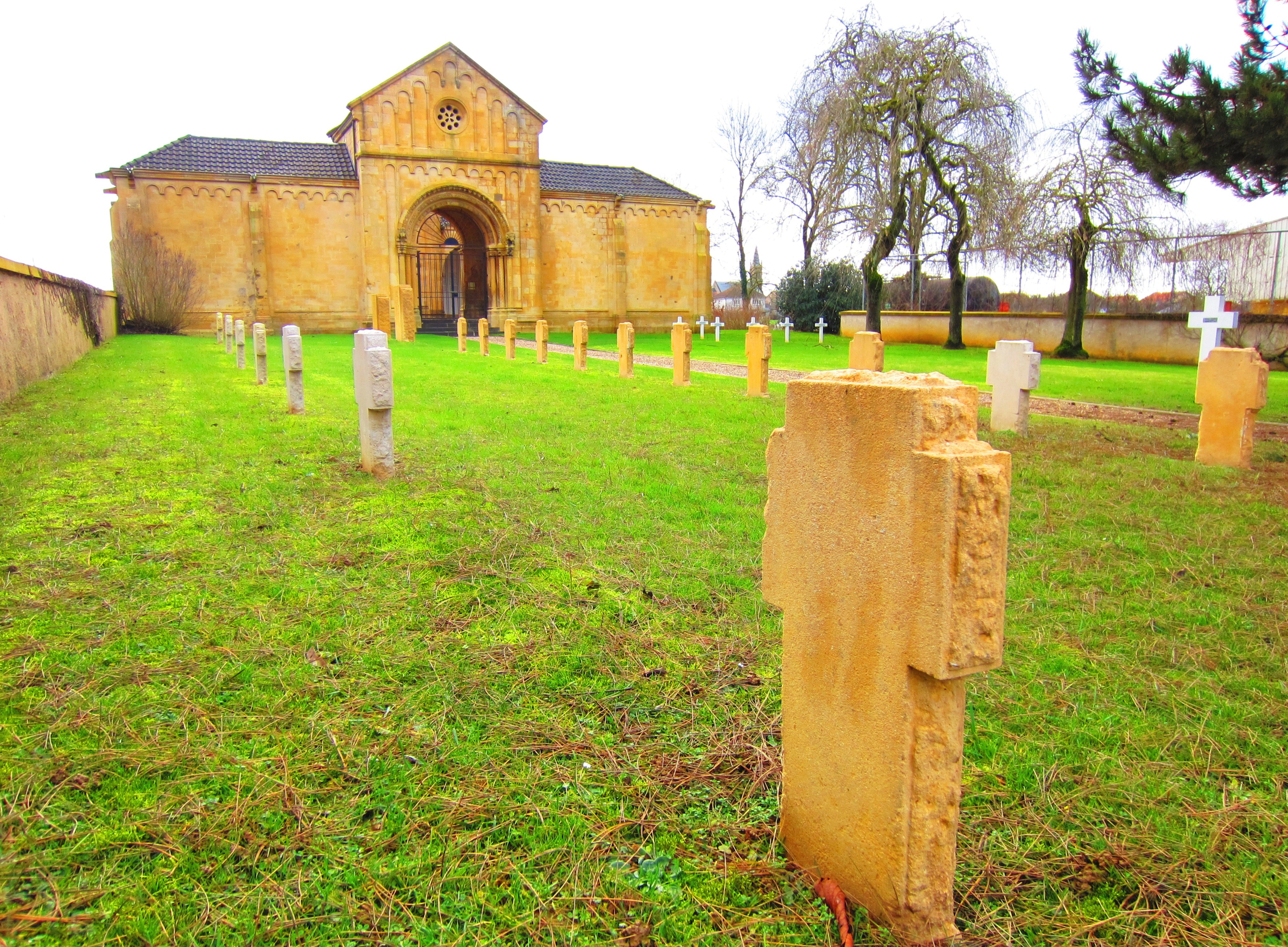
Gräberfeld der Kriegsgräberstätte Gravelotte

Die Kriegsgräberstätte Gravelotte ist ein Friedhof in Gravelotte für die Gefallenen im Deutsch-Französischen Krieg vön 1870/1871. Hier ruhen ca. 3.000 deutsche und französische Soldaten, die hauptsächlich in Massengräbern beigesetzt wurden. Einzelne Grabsteine sind noch erhalten oder wurden hierher umgesetzt. Der Friedhof Cimetière militaire 1870 liegt an der Straße D 603 an der rue de Metz, Richtung Metz, nordöstlich des Ortes.

## Schlacht bei Gravelotte
Die Schlacht bei Gravelotte fand am 18. August 1870 westlich von Metz statt und endete insgesamt auf der französischen und der preußischen Seite mit etwa 30.000 Gefallenen und Verwundeten.

## Zubettung von Skelettfunden
Im Rahmen einer Feierstunde im August 2020 wurden sechs Gebeine von vermutlich preußischen Soldaten eingebettet. Sie waren am Schloss Aubigny bei Metz gefunden worden. Dabei waren die Schlossherren der Familie d'Ornellas, der Umbetter von Volksbund, Mitglieder der Organisation DRAC von der Schlachtfeldarchäologie und Mitglieder der Organisation ONAC der Veteranen sowie die Bevölkerung vor Ort.

## Museum

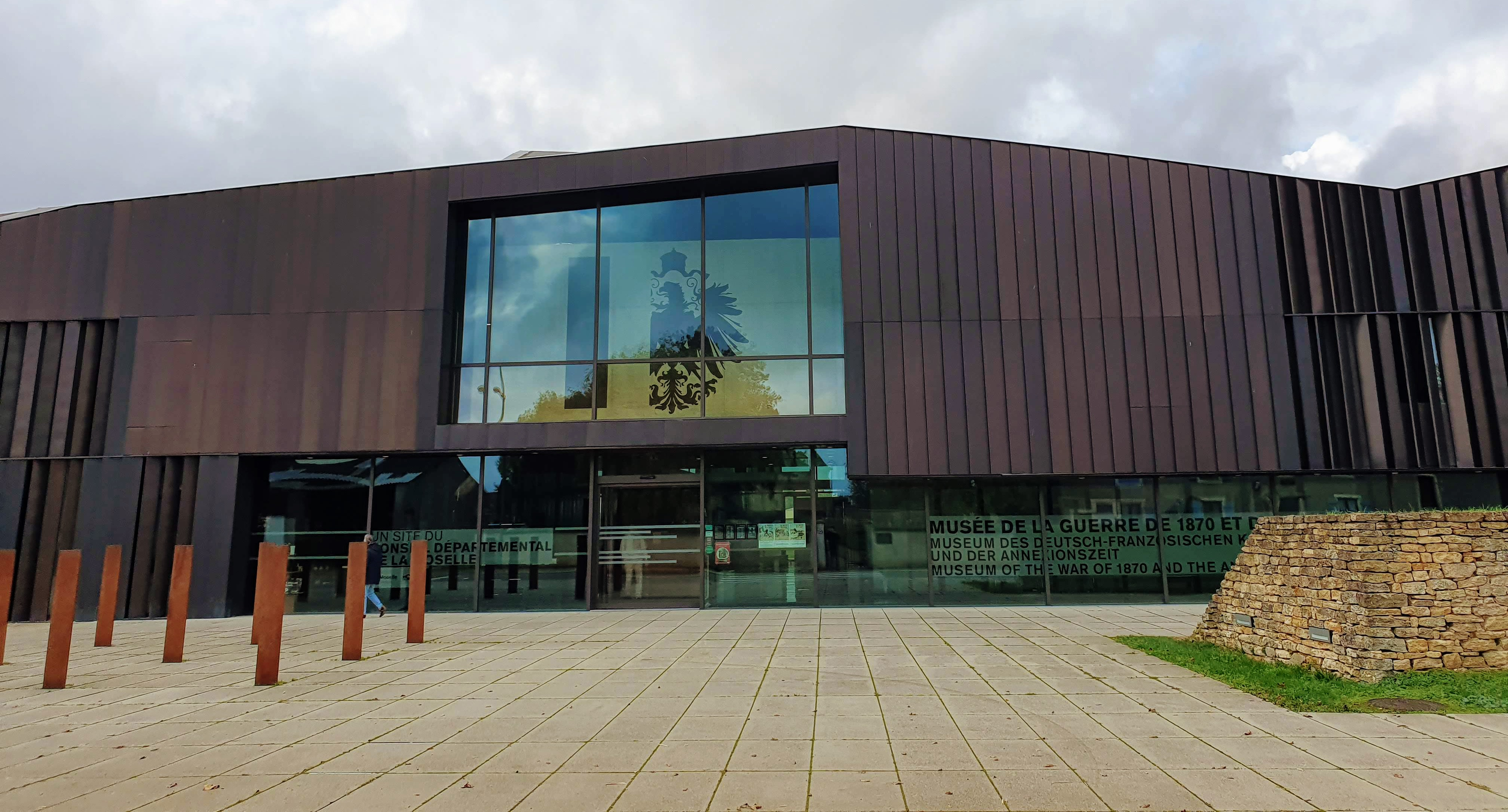
Museum des Krieges von 1870

Auf der anderen Straßenseite, gegenüber dem Friedhof, befindet sich seit April 2014 das Musée départemental de la Guerre de 1870 et de l’Annexion mit Informationen zur deutsch-französischen Geschichte, zu den wechselnden Grenzverläufen und den Kriegen (Krieg von 1870/1871, Erster Weltkrieg und Zweiter Weltkrieg).

## Filme
- Cimetière militaire de Gravelotte bei youtube durch fabvero59